# Divadlo loutek Ostrava

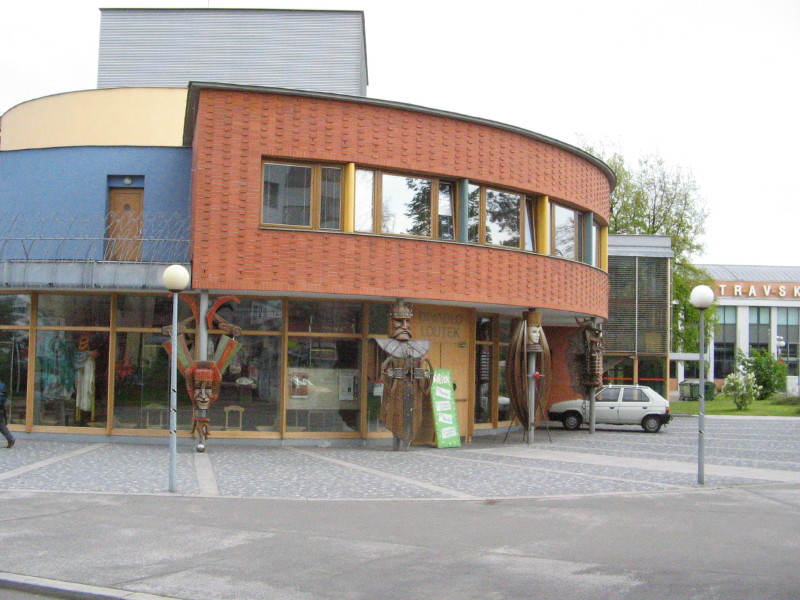
Budova Divadla loutek bez přístavby z roku 2010

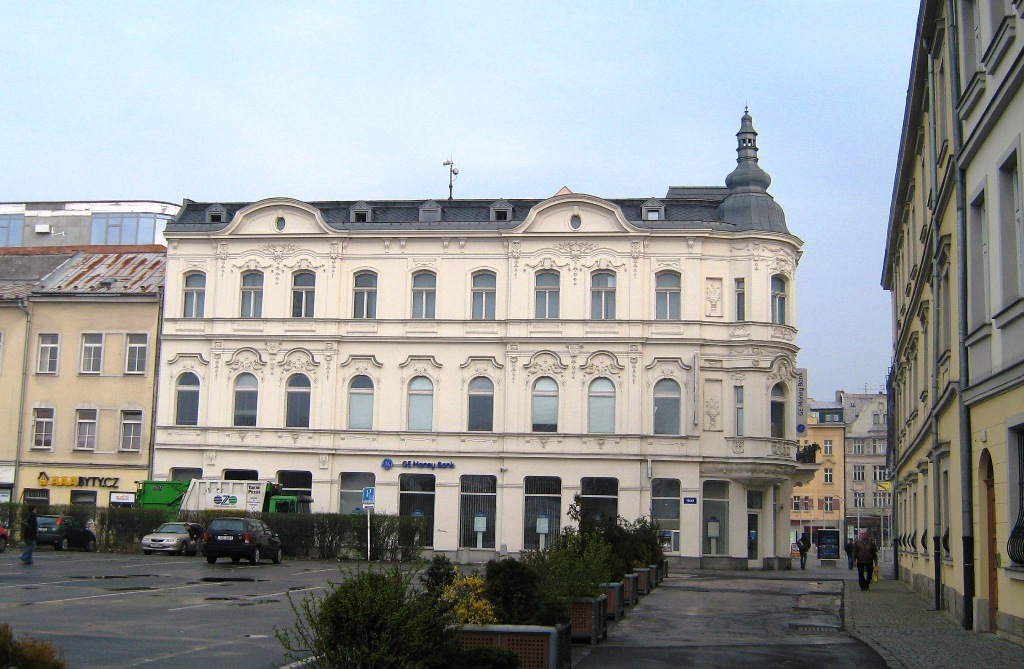
Bývalá budova Divadla loutek

Divadlo loutek Ostrava vzniklo roku 1953. Jedenáct zakladatelů se rozhodlo vytvořit scénu určenou pouze pro děti. První pohádkou byla 12. prosince 1953 premiéra hry Děda Mráz. Prvním režisérem byl Miloš Zapletal. Mezi tehdejšími herci vynikali zejména Jiří Volkmer, Dušan Feller či Libuška Hertlová. Ze svého původního sídla na Masarykově náměstí se v roce 1999 divadlo přestěhovalo do nové budovy poblíž výstaviště Černá louka. Již od roku 1995 pořádá jako bienále mezinárodní loutkářský festival Spectaculo Interesse a od roku 2000 do roku 2016 pořádalo v meziobdobí (každý sudý rok) festival Divadlo bez bariér (dříve Divadelní pouť bez bariér).

## Stará budova divadla
Dům na nároží Masarykova náměstí a Velké ulice (nájemní dům Mathiase Schönhofa s kavárnou Union) byl postaven v letech 1898–1899 podle projektu ostravského architekta Felixe Neumanna. Od roku 1953 začalo v budově v návaznosti na amatérský soubor Dřevěné království působit profesionální Krajské divadlo loutek. V letech 1968–1972 proběhla rozsáhlá rekonstrukce budovy. Další rekonstrukce budovy byla provedena rok po odstěhování souboru do nově postavené budovy Divadla loutek. Dnes se dům na nároží Masarykova náměstí a Velké ulice označuje jako „bývalé Divadlo loutek".

## Nová budova divadla
V nové budově sídlí divadlo od roku 1999. Vlastní budova je dvoupodlažní a má oválný půdorys. Výškově vytváří šnekovitou levotočivou spirálu. Vstupní část je odlehčena sklem a velkými průhledy do foyer. Před budovou nalezneme pět gigantických dřevěných loutek (autor: Tomáš Volkmer): Kašpar, Král, Královna, Anděl a Ďábel. Vstupní hala je vyzdobena malbou hvězdné oblohy pohádkových bytostí. Slavnostní zahájení provozu se konalo 24. září 1999 premiérou Strakonického dudáka. Nová budova architektů Petra Hájka a Gabriely Minářové získala cenu Dům roku 1999.
V roce 2010 byla na jižní straně budovy přistavěna alternativní scéna divadla pro 60 diváků podle projektu architektů Petra Hájka, Gabriely Minářové a Bronislava Stratila. Součástí přístavby je také depozitář, venkovní amfiteátr a tzv. pohádkový orloj.